# Escut d'Alcarràs

Escut oficial d'Alcarràs

L'escut oficial d'Alcarràs té el següent blasonament:
Escut caironat: d'argent, una carrasca de sinople. Per timbre, una corona mural de poble.

## Història
Va ser aprovat el 3 de maig del 2007 i publicat al DOGC el 7 de juny del mateix any.
La carrasca és el senyal parlant tradicional, al·lusiu al nom de la vila. I també representa l'alzina centenària, un dels elements més representatius de la població.